# Taeniophyllum cucullatum
Taeniophyllum cucullatum är en orkidéart som beskrevs av Rudolf Schlechter. Taeniophyllum cucullatum ingår i släktet Taeniophyllum och familjen orkidéer. Inga underarter finns listade i Catalogue of Life.